# Gneu Servili Cepió (cònsol 141 aC)
Gneu Servili Cepió (en llatí: Cneus Servilius Cn. F. Cn. N. Caepio) va ser un magistrat romà. Era fill del cònsol del 169 aC Gneu Servili Cepió. Formava part de la gens Servília, i era de la família dels Cepió.
Va ser elegit cònsol de Roma l'any 141 aC juntament amb Quint Pompeu Aule, i censor el 125 aC amb Luci Cassi Longí Ravil·la. Durant la censura va construir l'aqüeducte d’Aqua Tepula, per subministrar aigua a Roma. El seu fill Gneu Servili Cepió, pare de Servília, l'esposa d'Api Claudi Pulcre, va morir en un naufragi cap a l'any 105 aC.